# Fabrique de tabac Cibali
 (août 2024).
La Fabrique de tabac Cibali est une structure industrielle historique située dans le quartier Cibali du district de Fatih à Istanbul. Elle a été construite en 1884 comme siège de la Régie des Tabacs de l'Empire ottoman pour fabriquer des produits du tabac. Dans les premières années de la République, elle était connue sous le nom de « Fabrique de Tabac et de Cigarettes Cibali ». Le bâtiment a été délaissé en 1995 et a ensuite été cédé à l'Université Kadir Has pour être utilisé comme établissement d'enseignement. Il est utilisé comme campus central de cette université depuis 2002.

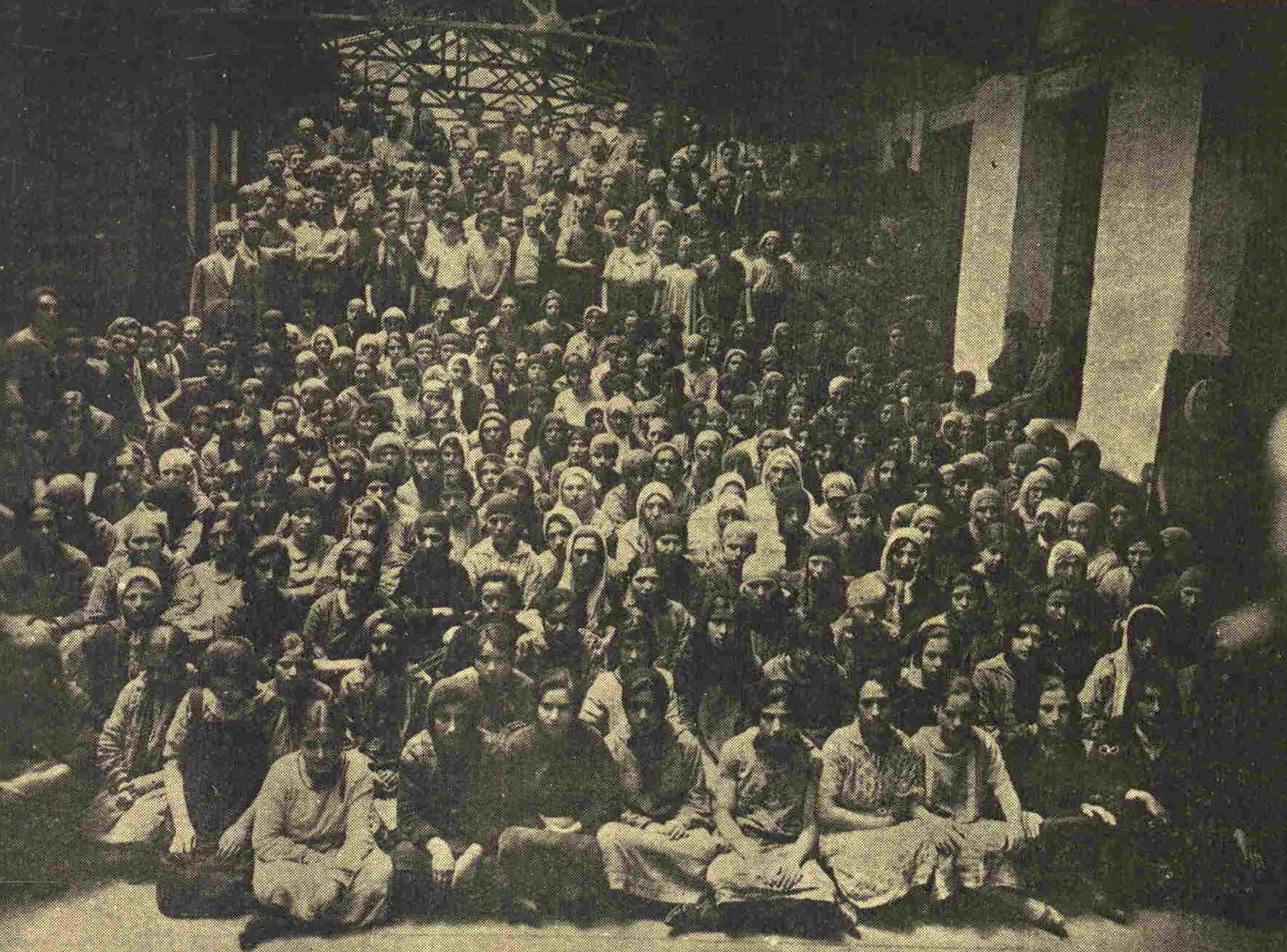
Ouvrières de l'usine de tabac Cibali dans le magazine Servet-i Fünun du 17 mars 1927.

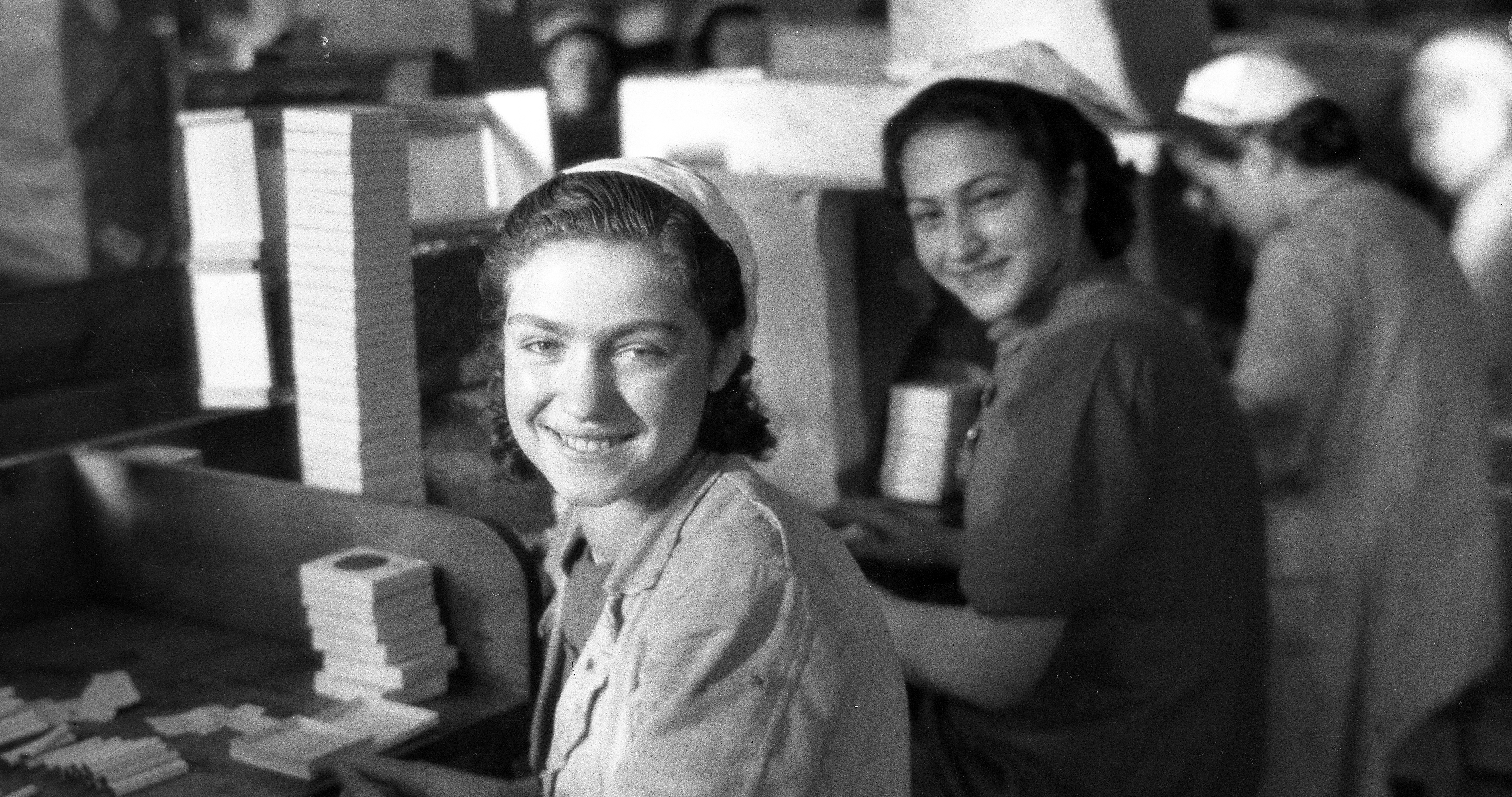
Femmes travaillant dans l'usine dans les années 1940

## Source
1. ↑  « Kampüsümüz » [archive du 13 mai 2020], khas.edu.tr (consulté le 8 août 2020)